# Імператор Хандзей
Імператор Хандзе́й (яп. 反正天皇, はんぜいてんのう, хандзей тенно; 336 (?) — 12 лютого 410) — 18-й Імператор Японії, синтоїстське божество. Роки правління: 3 лютого 406 — 12 лютого 410.
Третій син імператора Нінтоку та Іва-но-хіме. Замолоду звався Мізухаваке (перекладається як «принц з гарними зубами», хроніки свідчать, що він мав чудові «виключно великі» «зуби, як одна кістка»).  Повне ім'я Мізухаваке но Сумерамікото. Згідно «Кодзікі» мав зріст 2,81 м.
400 року під час сходження на трон його старшого брата Рітю відіграв важливу роль у придушенні повстання другого брата Суміное но Накацу, зокрема він підкупив одного з слуг останнього, який вбив Суміное. 401 року старшим братом і імператором Рітю його було оголошено спадкоємцем.
406 року зійшов на трон. У записах «Ніхон Сьокі» йшлося, що країна насолоджувалася миром під час панування Хадзея. Його резиденцією був палац Сібагакі-но Мія в Таджіхі (біля сучасного міста Мацубара).
Мав дружину Цунохіме і наложницю Отохіме (молодшу сестру Отохіме), які народили 4 дітей. Помер десь у 410 році, не назвавши спадкоємця, що змусило імперських міністрів на зборах обрати наступником брата померлого О-асацума Вакуго-но Сукуне, який відомий як імператор Інґьо.